# Национальная фондовая биржа Индии
Национальная фондовая биржа Индии — фондовая биржа в Индии.

## История
Была образована в 1992 году в городе Мумбаи силами ведущих финансовых институтов Индии по просьбе правительства страны. Операции на бирже начались в 1994 году, сначала это были транзакции на рынке долговых обязательств, а потом и на рынке акций и производных инструментов. Всего за несколько лет биржа смогла сильно вырасти, достичь колоссальных успехов, и на данный момент она занимает третье место в мире по числу проводимых операций. Такой результат стал возможным благодаря многочисленным инновациям в работе биржи, включая широкое внедрение различных электронных систем. Торги через интернет на бирже начались уже в 2000 году, что сделало её очень популярной в среде индийских трейдеров.
Биржа входит в Федерацию фондовых бирж Азии и Океании.